# Diorita

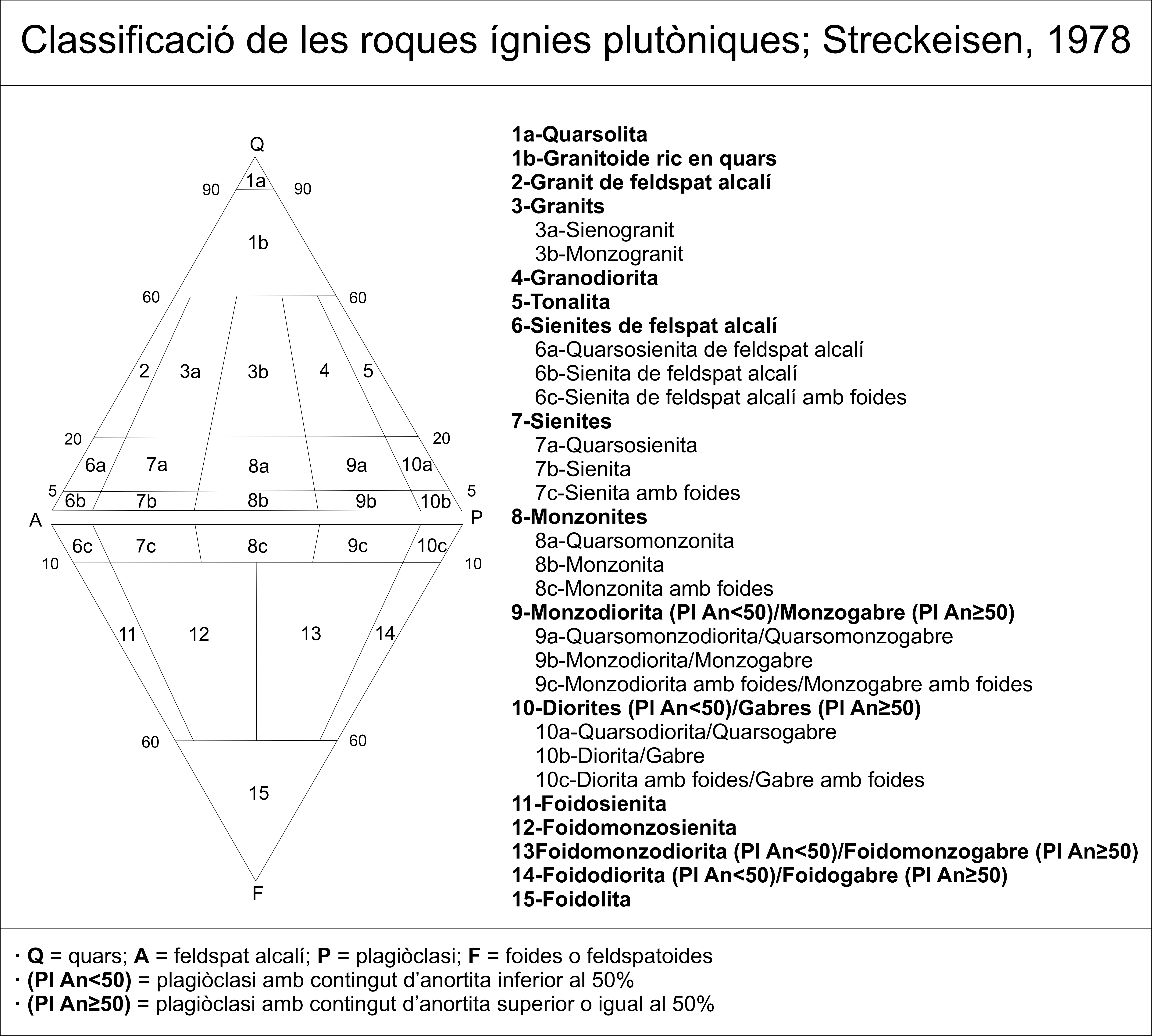
Classificació de les roques ígnies plutòniques segons Streckeisen 1978. La diorita es troba al lloc 10b.

La diorita és una roca ígnia composta de feldespat i un o diversos minerals del grup de la mica, de les amfibolites i del piroxè. S'usa generalment en construcció.
Té una textura hipidiomòrfica inequigranular. Els minerals de mida més petita, 0,1-0,6 mil·límetres, corresponen a plagiòclasi, amb un component proporcional més gran. Mostra una gran variabilitat de mides i unes formes més equidimensionals. La resta de minerals estan compostos pels minerals ferromagnèsics acolorits (biotita i piroxens), i de vidres més grans que moltes plagiòclasis però de formes més subidiomórfiques. Les diorites presenten mides d'entre 0,4 i 0,6 mil·límetres, i es poden trobar alguns vidres bastant allargats. Les diorites són d'extrema duresa; encara és un enigma saber com van poder treballar-la els antics egipcis, i se sap que a l'antiga Grècia i a l'Egipte era emprada per treballar el granit.
El grau d'alteració en la roca és molt baix, tant en feldespats com en minerals ferromagnèsics. És d'una textura granítica.

## Compostos
- Plagiòclasi: 50% del total. No apareix cap altre mineral essencial.
- Contingut en Andesita: 44%

- Minerals màfiques: 25%:

- Biotita: 20%
- Piroxè: Clinopiroxens 5%

- Minerals accessoris: La diorita pot contenir diferents impureses, com ara apatita, quars, magnetita, pirita, etc.

- Presència d'apatita com a inclusió en biotita.
- Presència d'òxid de ferro molt aïllat.

- Minerals d'alteració:

- Clorita 5%
- Alteració en amfíboles dels clinopiroxens.

A la diorita oligòclasi, el feldespat és l'oligòclasi, a la diorita andesita és l'andesina. D'altra banda, segons sigui el segon component, la diorita es classifica com micàcia, amfíboles o piroxè.